# 阿尼亚 (上卢瓦尔省)
阿尼亚（法語：Agnat，法語發音：[aɡna]）是法国上卢瓦尔省的一个市镇，属于布里尤德区。

## 地理
阿尼亚（45°20'36"N, 3°26'57"E）面积19.65 平方千米，位于法国奥弗涅-罗讷-阿尔卑斯大区上盧瓦爾省，该省份为法国中南部省份，北起多姆山省和卢瓦尔省，西接康塔爾省，南至洛泽尔省，东临阿尔代什省。
与阿尼亚接壤的市镇（或旧市镇、城区）包括：阿泽拉、旧尚帕尼亚克、沙尼亚、拉莫特、圣伊莱尔。

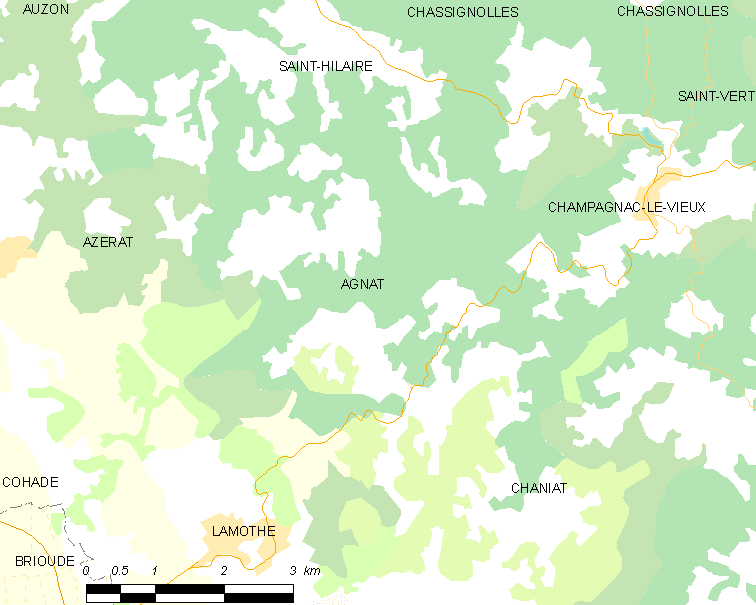
的OSM定位图

阿尼亚的时区为UTC+01:00、UTC+02:00（夏令时）。

## 行政
阿尼亚的邮政编码为43100，INSEE市镇编码为43001。

## 政治
阿尼亚所属的省级选区为圣弗洛里娜县。

## 人口

1962-2008年间人口变化图示

阿尼亚于2022年1月1日时的人口数量为171人。